# Староміський район
Староміськи́й райо́н — ліквідований міський адміністративний район Вінниці.

## Історія
Утворений у 1972 році. Назва району походила від найдавнішої частини Вінниці — Старого міста, звідки й розпочалася історія міста від замку-фортеці, побудованої 1362 року. До складу райони входили житлові масиви: Старе місто, Царина, Крутнів, Новоселівка, Олієжир, Малі Хутори, Слобідка.
14 лютого 2012 року Рішенням Вінницької обласної ради № 286 Староміський район разом із двома іншими районами міста був ліквідований.

## Населення

### Мова
Розподіл населення за рідною мовою за даними перепису 2001 року:
| Мова            | Кількість | Відсоток |
| --------------- | --------- | -------- |
| українська      | 52086     | 87.43%   |
| російська       | 7240      | 12.15%   |
| білоруська      | 31        | 0.05%    |
| вірменська      | 27        | 0.04%    |
| циганська       | 34        | 0.06%    |
| польська        | 9         | 0.02%    |
| єврейська       | 9         | 0.02%    |
| інші/не вказали | 138       | 0.23%    |
| Усього          | 59574     | 100%     |